# ZF Sachs
ZF Sachs GmbH est un constructeur allemand de composants et de pièces pour automobiles, motocyclettes et poids lourds. La société, fondée en 1895 dans la ville de Schweinfurt par Ernst Sachs et Karl Fichtel, porte à l'origine le nom Schweinfurter Präzisions-Kugellagerwerke Fichtel & Sachs, et produit des roulements mécaniques et des roues de vélo.

## Historique
En 1897, la société produit et commercialise les premiers moyeux à roue libre, puis en 1903 des vélos équipés de frein à rétropédalage.
Durant les années 1960 et 1980, F&S a absorbé plusieurs producteurs et marques traditionnelles, comme Sedis (l'activité chaînes de vélo uniquement), Huret, Maillard, Hercules et Rabeneick,,.
Les vélomoteurs fabriqués par l'entreprise suisse Amsler & Co., ont bénéficié de manière ponctuelle de la coopération avec ZF Sachs pour les moteurs sur la marque Pony Motos pour les modèles 502, 503, 504.
La société a été absorbée par Mannesmann en 1987, qui a revendu la production de pièces de bicyclette à SRAM en 1997. La marque de moto existe encore avec le nom Sachs (Bikes).